# Nembulungo lyNgwedha
Nembulungo lyNgwedha (* um 1620 in Olukonda, heute in Namibia) war von ungefähr 1650 bis 1690 erster König (oshivambo Omukwaniilwa) der Ondonga.
Während der Regierungszeit des Königs dringen die Aambwenge vom Okavango in das Ondongagebiet ein und erobern es, wodurch die Herrschaft Nembulungos endet.